# Convenção de Viena sobre Direito dos Tratados
A Convenção de Viena sobre o Direito dos Tratados (CVDT) é um acordo internacional que regula os tratados entre os estados soberanos. A CVDT é uma codificação do direito internacional consuetudinário e da prática estatal relativa aos tratados.

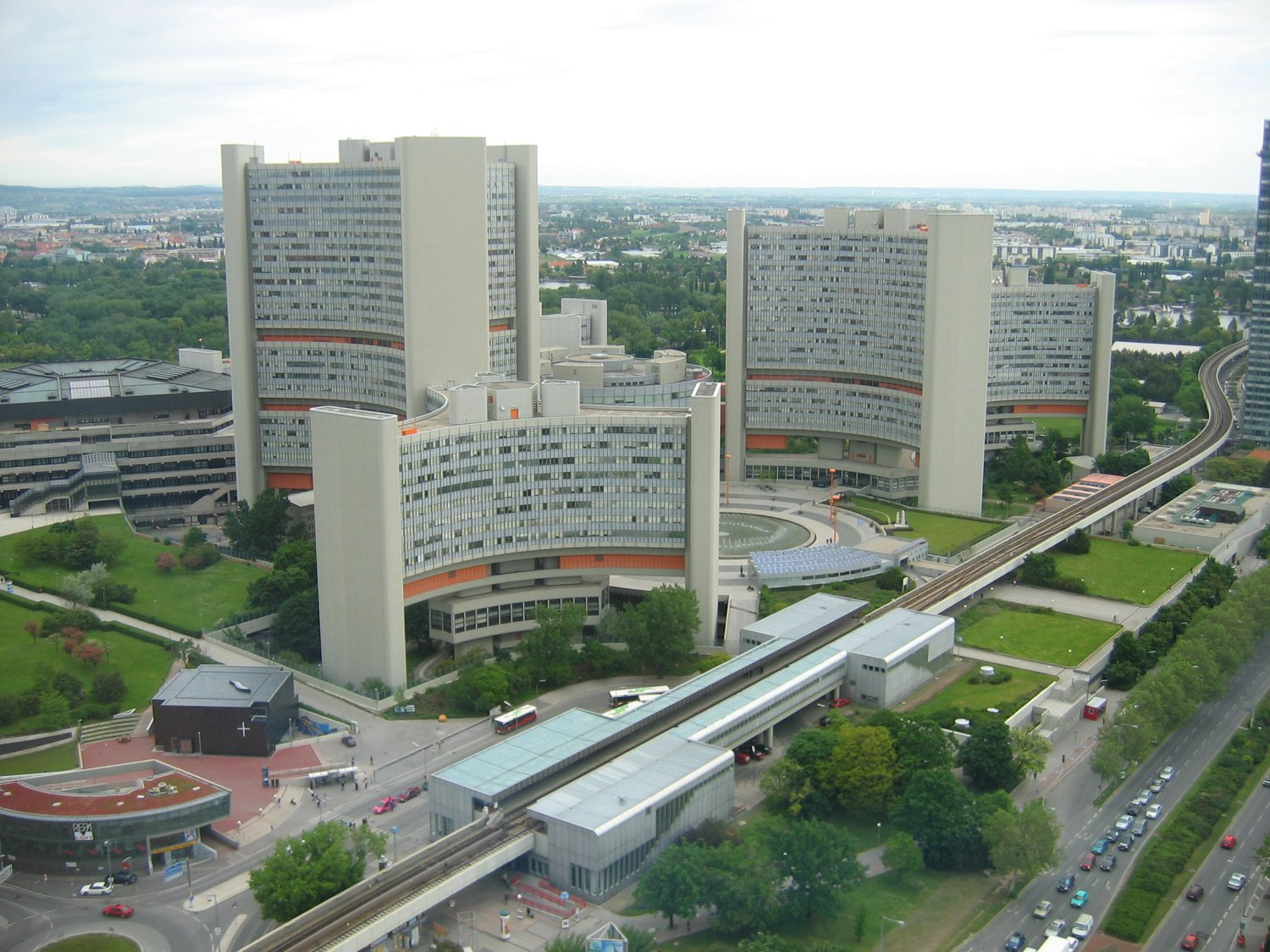
Centro Internacional de Viena, em Viena, na Áustria, onde decorreram as sessões da Conferência de Viena que completou esta convenção.

Conhecido como o "tratado sobre os tratados", a CVDT estabelece as diretrizes, as regras e os procedimentos abrangentes e operacionais sobre como os tratados são redigidos, definidos, alterados e interpretados. Um tratado internacional é um acordo escrito entre os países sujeitos ao direito internacional que estipula o seu consentimento para a criação, a alteração ou a extinção dos seus direitos e obrigações, conforme estipulado nesse tratado.
A Convenção de Viena sobre o Direito dos Tratados foi adotada e aberta à assinatura a 23 de maio de 1969, entrou em vigor a 27 de janeiro de 1980, e foi ratificada por 116 estados soberanos em janeiro de 2018. Porém, várias partes não-ratificantes, como os EUA, apesar de a terem assinado, apenas reconhecem alguns dos artigos da CVDT como uma mera reafirmação da preponderância do direito internacional consuetudinário (costume internacional). No direito dos tratados, a CVDT é uma autoridade para resolver as disputas sobre a interpretação de um tratado.

## História
A Convenção de Viena sobre o Direito dos Tratados (CVDT) foi elaborada pela Comissão de Direito Internacional (CDI) da Organização das Nações Unidas (ONU), que começou a trabalhar na convenção em 1949. Durante os 20 anos da preparação, vários rascunhos da convenção e comentários foram preparados por relatores especiais (special rapporteur) da CDI, que incluíram proeminentes estudiosos do direito internacional como James Brierly, Hersch Lauterpacht, Gerald Fitzmaurice e Humphrey Waldock.
Em 1966, a CDI adotou 75 projetos de artigos, que formaram a base do seu trabalho final. Ao longo das duas sessões em 1968 e 1969, a Conferência de Viena completou esta convenção, que foi adotada a 22 de maio de 1969 e aberta para a assinatura no dia seguinte.

## Conteúdo e efeitos
Nas situações práticas do direito internacional, a Convenção de Viena sobre o Direito dos Tratados (CVDT) é uma autoridade legal sobre a formação e os efeitos de um tratado. A posição legal da CVDT é reconhecida também por alguns dos países não-signatários, como os EUA e a Índia, como juridicamente vinculativa sob todos os estados soberanos que reconheceram o estatuto do direito consuetudinário desta Convenção de Viena.
A CVDT define um tratado como "um acordo internacional concluído por escrito entre Estados [soberanos] e regido pelo direito internacional" e afirma que "todo o Estado tem capacidade para concluir tratados". O Artigo 1.º da CVDT restringe a aplicação da convenção a tratados escritos entre estados, excluindo por isso os tratados celebrados entre estados e organizações internacionais ou entre as próprias organizações internacionais. O Artigo 11.º define as "formas de manifestação do consentimento em ficar vinculado por um tratado", incluindo a ratificação, a aceitação, a aprovação ou a adesão. O Artigo 26.º define o princípio pacta sunt servanda a que os acordos devem respeitar. O Artigo 53.º define jus cogens como uma norma de direito imperativo (ou peremptório). O Artigo 62.º define a Alteração Fundamental das Circunstâncias (Clausula rebus sic stantibus), que determina a validade ou a invalidade de um tratado. E o Artigo 77.º define o depositário, como a organização ou pessoa que guarda um tratado multilateral.

## Âmbito
A Convenção de Viena sobre o Direito dos Tratados (CVDT) aplica-se apenas aos tratados acordados após a ratificação da CVDT e aos tratados acordados entre os estados soberanos, mas não rege os demais acordos entre os estados soberanos e as organizações internacionais, ou entre as próprias organizações internacionais, sempre que qualquer uma das regras da CVDT, de modo independente, for vinculativa para essas organizações internacionais. Na prática, os artigos 2.º e 5.º da Convenção de Viena aplicam-se também aos tratados entre os estados soberanos e uma organização intergovernamental.
De qualquer modo, os acordos entre os estados e as organizações internacionais ou entre as próprias organizações internacionais são regidos pela Convenção de Viena sobre o Direito dos Tratados entre Estados e Organizações Internacionais ou entre Organizações Internacionais de 1986, quando esta entrar em vigor. Para além disso, nos tratados entre os estados e as organizações internacionais, os termos desta CVDT continuam a se aplicar nas relações entre os próprios estados-membros. Esta CVDT não se aplica aos acordos não-escritos.

## Partes da convenção
Em janeiro de 2018, havia apenas 116 estados-parte que haviam ratificado esta Convenção, e somente outros 15 estados que a haviam assinado, mas que ainda não tinham ratificado esta Convenção. A República da China (Taiwan), que atualmente é reconhecida por 12 estados-membros da ONU, assinou esta Convenção em 1970, ainda antes da votação da Assembleia Geral das Nações Unidas de 1971, que aprovou a transferência da sede de facto da China para a República Popular da China (RPC), que só mais tarde aceitaria aderir à convenção. Para além disso, existem 66 estados-membros da ONU que continuam a recusar a assinatura ou ratificação desta Convenção.

## Fórmula de Viena

### Assinatura, ratificação e adesão
Os tratados internacionais e as convenções contêm regras sobre as entidades que os podem assinar, ratificar ou aderir. Alguns tratados são restritos aos estados que são membros da ONU ou que são partes do Estatuto do Tribunal Internacional de Justiça (TIJ) (Statute of the International Court of Justice). Em casos raros, existe uma lista explícita das entidades às quais o tratado permanece restrito. É habitual que o objetivo dos estados negociadores (a maioria dos quais acabam por se tornar signatários fundadores) seja que o tratado não permaneça restrito a certos estados em particular e, portanto, uma formulação como "este tratado está aberto para a assinatura pelos Estados dispostos a aceitar as suas disposições" é utilizada (a conhecida "fórmula de todos os estados").
No caso das organizações regionais, como o Conselho da Europa (CdE) ou a Organização dos Estados Americanos (OEA), o conjunto dos estados negociadores que, uma vez acordado, podem assinar e ratificar um tratado geralmente é limitado aos seus próprios estados-membros, e os estados não-membros podem-lhe aceder mais tarde. Porém, por vezes, um conjunto específico de estados não-membros ou de intervenientes não-estatais pode também ser convidado para participar nas negociações. Por exemplo, o Conselho da Europa convidou os "estados não-membros" Canadá, Santa Sé (Estado da Cidade do Vaticano), Japão, México e EUA para "participarem na elaboração" da Convenção de Istambul de 2011 e permitiu especificamente à União Europeia (UE) (descrito como uma "Organização Internacional" em vez de um "Estado") que assinasse e ratificasse esta convenção, em vez de apenas lhe aderir, enquanto que "outros Estados não-membros" apenas foram autorizados a aderir.
O ato de assinar e ratificar um tratado como um Estado negociador tem o mesmo efeito que o ato de aderir a um tratado (ou "aderir ao tratado") por um estado que não esteve envolvido na sua negociação. Normalmente, as adesões ocorrem apenas após a entrada em vigor do tratado, mas o Secretário-Geral da ONU ocasionalmente aceita adesões mesmo antes de o tratado ter entrado em vigor. A única desvantagem de não ser um Estado negociador é que não se tem influência sobre o conteúdo desse tratado, mas ainda assim podem-se declarar reservas (reservation) no que diz respeito a disposições específicas desse tratado a que se deseja aderir (Artigo 19.º).

### Questão do Estatuto de um Estado
Sempre que um tratado estabelece que se encontra aberto aos “Estados”, pode-se tornar difícil ou mesmo impossível para a autoridade depositária estabelecer quais são, na verdade, as entidades que devem ser consideradas como Estados. Caso o tratado esteja restrito aos Membros da ONU ou às Partes do Estatuto do Tribunal Internacional de Justiça (TIJ), inexiste qualquer ambiguidade. Porém, têm vindo a surgir dificuldades em relação à possibilidade da participação nos tratados sempre que certas entidades que, à partida, cumprem todos os requisitos para serem Estados, não puderam ainda ser admitidas como estados-membros da ONU ou receberem o estatuto permanente de Parte do Estatuto do Tribunal Internacional de Justiça (TIJ) por conta da oposição, por legítimos motivos políticos, de um qualquer membro do Conselho de Segurança das Nações Unidas ou, simplesmente, por, de modo legítimo, esse Estado se recusar a aderir à ONU ou ao Estatuto do Tribunal Internacional de Justiça (TIJ). Dado que esta dificuldade inexiste no que diz respeito à adesão às agências especializadas da ONU, nas quais não existe qualquer procedimento de "veto" (como existe com os membros permanentes do Conselho de Segurança da ONU), muitos destes Estados têm vindo a tornar-se membros das agências especializadas da ONU sem serem ainda estados-membros da ONU e têm vindo a ser, de facto, reconhecidos como Estados pela comunidade internacional. Por isso, para permitir uma participação tão ampla quanto possível, diversas convenções estabelecem que também se encontram abertas à participação dos estados-membros das agências especializadas da ONU. A tipologia da cláusula da entrada em vigor utilizada pela Convenção de Viena sobre o Direito dos Tratados (CVDT) foi, posteriormente, designada por "fórmula de Viena", e sua redação tem vindo a ser utilizada pelos diversos tratados, convenções e organizações.
Alguns tratados que a utilizam incluem disposições que possibilitam que, para além desses estados, qualquer outro estado convidado por uma autoridade ou organização específica (por exemplo, a Assembleia Geral das Nações Unidas ou por uma instituição criada pelo tratado em questão) também possa participar, permitindo assim ampliar o âmbito dos potenciais signatários.
A presente Convenção estará aberta à assinatura de todos os Estados membros da Organização das Nações Unidas ou membros de uma instituição especializada ou da Agência Internacional de Energia Atómica, bem como de qualquer Estado Parte no Estatuto [Statute] do Tribunal Internacional de Justiça e qualquer outro Estado convidado pela Assembleia Geral das Nações Unidas a tornar-se Parte da Convenção, do seguinte modo: até 30 de novembro de 1969, no Ministério Federal dos Negócios Estrangeiros da República da Áustria e, depois, até 30 de abril de 1970, na sede da Organização das Nações Unidas, em Nova Iorque.— Convenção de Viena sobre o Direito dos Tratados (CVDT), Artigo 81.º, Assinatura

## Interpretação dos tratados
Os artigos 31.º a 33.º da CVDT estabelecem os princípios para a interpretação das convenções, dos tratados, etc. Estes princípios são reconhecidos como uma representação do direito internacional consuetudinário pela Comissão de Direito Internacional (CDI) (International Law Commission, ILC).
Os princípios interpretativos codificados no Artigo 31.º devem ser utilizados antes da aplicação dos princípios do Artigo 32.º, que afirma explicitamente que oferece meios complementares de interpretação.
O Tribunal Europeu de Justiça (TEJ) também aplicou as disposições interpretativas desta CVDT em diversos casos, incluindo o Caso Rainha do Bósforo (Bosphorus Queen Case, 2018), em que o tribunal interpretou a extensão do termo "quaisquer recursos" no Artigo 220(6) da Convenção das Nações Unidas sobre o Direito do Mar (CNUDM).
A CVDT é, por vezes, utilizada em casos de arbitragem de investimentos.